# Коржинколь (Єрейментауський район)
Коржинко́ль (каз. Қоржынкөл) — станційне селище у складі Єрейментауського району Акмолинської області Казахстану. Входить до складу Улентинського сільського округу.
Населення — 14 осіб (2021; 130 у 2009, 230 у 1999, 230 у 1989).
Національний склад станом на 1989 рік:
- казахи — 73 %.

У радянські часи селище називалось також Куржункуль.